# Selles (Haute-Saône)
Pour les articles homonymes, voir Selles.
Selles est une commune française située dans le département de la Haute-Saône, la région culturelle et historique de Franche-Comté et la région administrative Bourgogne-Franche-Comté.

## Géographie

### Localisation
Commune au pied des Vosges et située à 4 km de Passavant-la-Rochère, 6 km de Ambiévillers, 27 km de Luxeuil-les-Bains et 38 km de Mirecourt.

### Géologie et relief
La commune est proche du parc naturel régional des Ballons des Vosges.

### Sismicité
Commune située dans une zone de sismicité faible.

### Hydrographie et les eaux souterraines
Cours d'eau sur la commune ou à son aval :
- la commune est traversée par le Côney, affluent de rive gauche de la Saône, doublé par le canal de l'Est,
- ruisseau du Morillon,
- ruisseau du Petit étang.

### Climat
Pour des articles plus généraux, voir Climat de la Bourgogne-Franche-Comté et Climat de la Haute-Saône.
En 2010, le climat de la commune est de type climat de montagne, selon une étude du Centre national de la recherche scientifique s'appuyant sur une série de données couvrant la période 1971-2000. En 2020, Météo-France publie une typologie des climats de la France métropolitaine dans laquelle la commune est dans une zone de transition entre le climat océanique altéré et le climat océanique altéré et est dans la région climatique  Lorraine, plateau de Langres, Morvan, caractérisée par un hiver rude (1,5 °C), des vents modérés et des brouillards fréquents en automne et hiver. 
Pour la période 1971-2000, la température annuelle moyenne est de 10,1 °C, avec une amplitude thermique annuelle de 17 °C. Le cumul annuel moyen de précipitations est de 973 mm, avec 13,7 jours de précipitations en janvier et 9,7 jours en juillet. Pour la période 1991-2020, la température moyenne annuelle observée sur la station météorologique de Météo-France la plus proche, « Bains », sur la commune de La Vôge-les-Bains à 14 km à vol d'oiseau, est de 10,5 °C et le cumul annuel moyen de précipitations est de 1 356,7 mm. 
La température maximale relevée sur cette station est de 40,8 °C, atteinte le 25 juillet 2019 ; la température minimale est de −21,4 °C, atteinte le 24 décembre 2001,,. 
Les paramètres climatiques de la commune ont été estimés pour le milieu du siècle (2041-2070) selon différents scénarios d'émission de gaz à effet de serre à partir des nouvelles projections climatiques de référence DRIAS-2020. Ils sont consultables sur un site dédié publié par Météo-France en novembre 2022.

### Voies de communications et transports

#### Voies routières
- Accès par le CD 50 depuis Passavant-la-Rochère[9] et CD 150 depuis Ambiévillers.

#### Transports en commun
- Réseaux de transports urbains et interurbains[10]

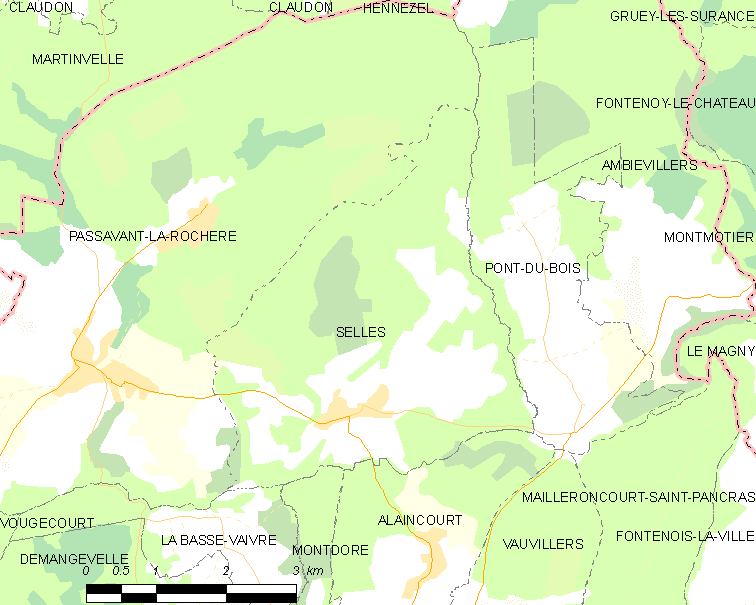
Carte de la commune de Selles et des proches communes.

| Passavant-la-Rochère |          |              |
|                      | Selles   | Pont-du-Bois |
| La Basse-Vaivre      | Montdoré | Alaincourt   |

## Histoire
Le village de Selles faisait partie de la terre de Jonvelle puis de la seigneurie de Vauvillers. Longtemps convoité par le duché de Lorraine, Selles faisait partie des terres dite de surséance.
C'était un village de bateliers jusqu'à la fin du XIXe siècle, en raison de sa situation (point extrême de la navigation saônoise). Un chantier de construction de barges existait sur le port, ce qui avait permis le développement d'activités annexes : chanvre et corderie.

## Politique et administration

### Rattachements administratifs et électoraux
La commune fait partie de l'arrondissement de Lure du département de la Haute-Saône, en région Bourgogne-Franche-Comté. Pour l'élection des députés, elle dépend de la première circonscription de la Haute-Saône.
Selles faisait partie depuis 1801 du canton de Vauvillers. Dans le cadre du redécoupage cantonal de 2014 en France, la commune est rattachée au canton de Jussey.

### Intercommunalité
Selles était membre de la communauté de communes Saône et Coney, créée le 26 décembre 2002.
Dans le cadre du schéma départemental de coopération intercommunale approuvé en décembre 2011 par le préfet de Haute-Saône, et qui prévoit notamment la fusion de cette intercommunalité, de la communauté de communes Saône et Coney et de la communauté de communes du val de Semouse, la commune est membre depuis le 1er janvier 2014 de la communauté de communes de la Haute Comté.

## Urbanisme

### Typologie
Au 1er janvier 2024, Selles est catégorisée commune rurale à habitat dispersé, selon la nouvelle grille communale de densité à sept niveaux définie par l'Insee en 2022.
Elle est située hors unité urbaine et hors attraction des villes,.

### Occupation des sols
L'occupation des sols de la commune, telle qu'elle ressort de la base de données européenne d’occupation biophysique des sols Corine Land Cover (CLC), est marquée par l'importance des forêts et milieux semi-naturels (64,8 % en 2018), une proportion identique à celle de 1990 (64,8 %). La répartition détaillée en 2018 est la suivante : 
forêts (61,7 %), prairies (30,8 %), milieux à végétation arbustive et/ou herbacée (3,1 %), zones urbanisées (2,1 %), zones agricoles hétérogènes (2 %), terres arables (0,1 %). L'évolution de l’occupation des sols de la commune et de ses infrastructures peut être observée sur les différentes représentations cartographiques du territoire : la carte de Cassini (XVIIIe siècle), la carte d'état-major (1820-1866) et les cartes ou photos aériennes de l'IGN pour la période actuelle (1950 à aujourd'hui).

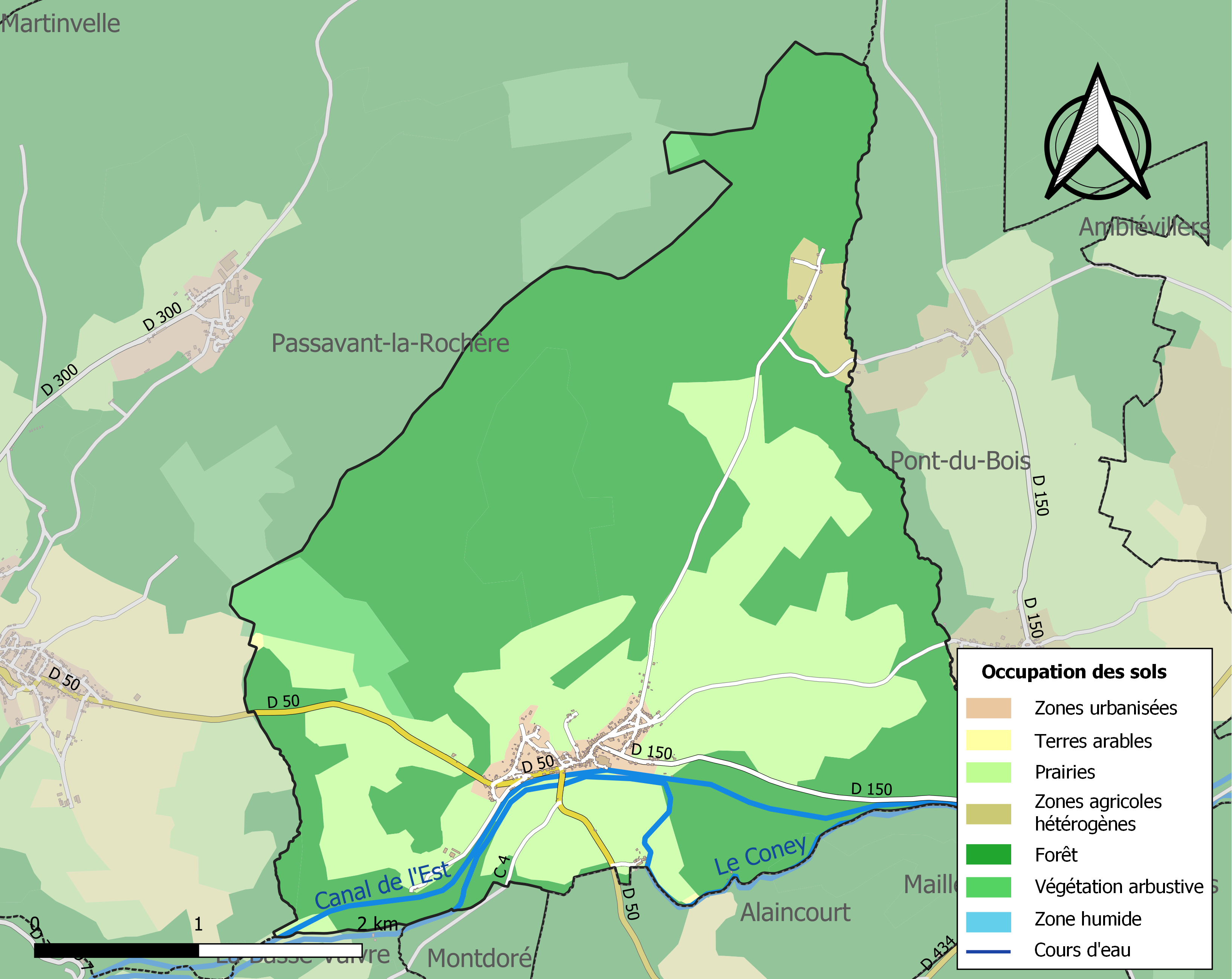
Carte des infrastructures et de l'occupation des sols de la commune en 2018 (CLC).

### Liste des maires
| Période                                  | Période                   | Identité        | Étiquette | Qualité                                                                                             |
| ---------------------------------------- | ------------------------- | --------------- | --------- | --------------------------------------------------------------------------------------------------- |
| Les données manquantes sont à compléter. |                           |                 |           | |
| juin 1995                                | En cours (au 27 mai 2020) | Gaston Vilminot | PS        | Ouvrier retraité Vice-président de la CC de la Haute Comté (2014 → ) Réélu pour le mandat 2020-2026 |

### Budget et fiscalité 2017

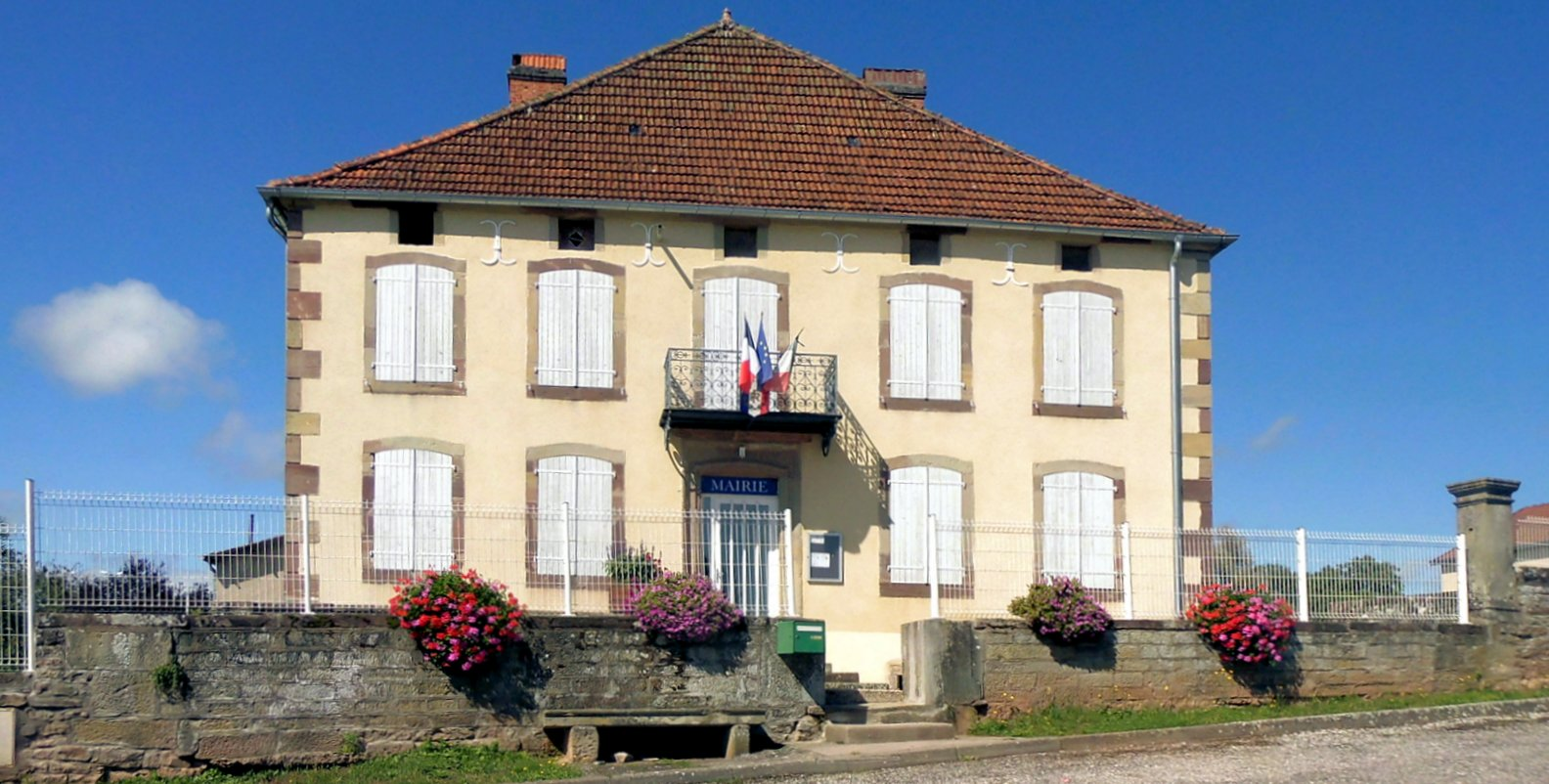
La mairie.

En 2017, le budget de la commune était constitué ainsi :
- total des produits de fonctionnement : 201 000 €, soit 846 € par habitant ;
- total des charges de fonctionnement : 154 000 €, soit 647 € par habitant ;
- total des ressources d'investissement : 100 000 €, soit 418 € par habitant ;
- total des emplois d'investissement : 88 000 €, soit 368 € par habitant ;
- endettement : 13 000 €, soit 55 € par habitant.

Avec les taux de fiscalité suivants :
- taxe d'habitation : 3,90 % ;
- taxe foncière sur les propriétés bâties : 5,36 % ;
- taxe foncière sur les propriétés non bâties : 23,02 % ;
- taxe additionnelle à la taxe foncière sur les propriétés non bâties : 0,00 % ;
- cotisation foncière des entreprises : 0,00 %.

Chiffres clés Revenus et pauvreté des ménages en 2016 : médiane en 2016 du revenu disponible, par unité de consommation : 20 244 €.

## Population et société

### Démographie

#### Évolution démographique
L'évolution du nombre d'habitants est connue à travers les recensements de la population effectués dans la commune depuis 1793. Pour les communes de moins de 10 000 habitants, une enquête de recensement portant sur toute la population est réalisée tous les cinq ans, les populations de référence des années intermédiaires étant quant à elles estimées par interpolation ou extrapolation. Pour la commune, le premier recensement exhaustif entrant dans le cadre du nouveau dispositif a été réalisé en 2007.

En 2022, la commune comptait 217 habitants, en évolution de +1,88 % par rapport à 2016 (Haute-Saône : −1,4 %, France hors Mayotte : +2,11 %).
| 1793 | 1800 | 1806 | 1821 | 1831 | 1836  | 1841  | 1846  | 1851  |
| ---- | ---- | ---- | ---- | ---- | ----- | ----- | ----- | ----- |
| 680  | 754  | 723  | 900  | 997  | 1 007 | 1 017 | 1 020 | 1 000 |

| 1856 | 1861 | 1866 | 1872 | 1876 | 1881 | 1886 | 1891 | 1896 |
| ---- | ---- | ---- | ---- | ---- | ---- | ---- | ---- | ---- |
| 840  | 908  | 901  | 806  | 768  | 759  | 723  | 701  | 669  |

| 1901 | 1906 | 1911 | 1921 | 1926 | 1931 | 1936 | 1946 | 1954 |
| ---- | ---- | ---- | ---- | ---- | ---- | ---- | ---- | ---- |
| 618  | 594  | 560  | 505  | 503  | 488  | 434  | 442  | 348  |

| 1962 | 1968 | 1975 | 1982 | 1990 | 1999 | 2006 | 2007 | 2012 |
| ---- | ---- | ---- | ---- | ---- | ---- | ---- | ---- | ---- |
| 343  | 308  | 300  | 311  | 299  | 246  | 246  | 246  | 232  |

| 2017 | 2022 | - | - | - | - | - | - | - |
| ---- | ---- | - | - | - | - | - | - | - |
| 204  | 217  | - | - | - | - | - | - | - |

### Enseignement
Établissements d'enseignements :
- École maternelle à Passavant-la-Rochère,
- Écoles primaires à Passavant-la-Rochère, Vauvillers,
- Collège à Vauvillers, Monthureux-sur-Saône,
- Lycées à Bains-les-Bains.

### Santé
Professionnels et établissements de santé :
- Médecins à Passavant-la-Rochère, Vauvillers,
- Pharmacies à Passavant-la-Rochère, Vauvillers, Corre, Fontenoy-le-Château,
- Hôpitaux à Saint-Rémy, Lamarche, Xertigny.

### Cultes
- Culte catholique, Paroisse Passavant Corre Jonvelle[30], Diocèse de Besançon.

## Économie

### Entreprises et commerces

#### Agriculture
- Culture de légumes, de melons, de racines et de tubercules[réf. souhaitée].
- Ancienne fromagerie Roussey[31].

#### Tourisme
- Selles a longtemps été un village de bateliers, 5 pontons permettent aux plaisanciers d'accoster à Selles.

#### Commerces
- La commune possédait un port et un chantier de construction de barges.
- Restaurant Bistrot de pays Au Pont Tournant[32],[33].

## Lieux et monuments
- Le pont tournant[34] métallique[35], sur le canal de l'Est, datant de la deuxième moitié du XIXe siècle et classé au titre des monuments historiques[36],[37].
- L'église de l'Assomption de Notre-Dame, datant du XIIe siècle et retravaillée aux XVIIe, XVIIIe et XIXe siècles.
- La chapelle Notre-Dame de Lourdes[38].
- Monument aux morts[39] : Conflits commémorés : 1870-1871-  1914-1918 - 1939-1945.
- Lavoirs[40].

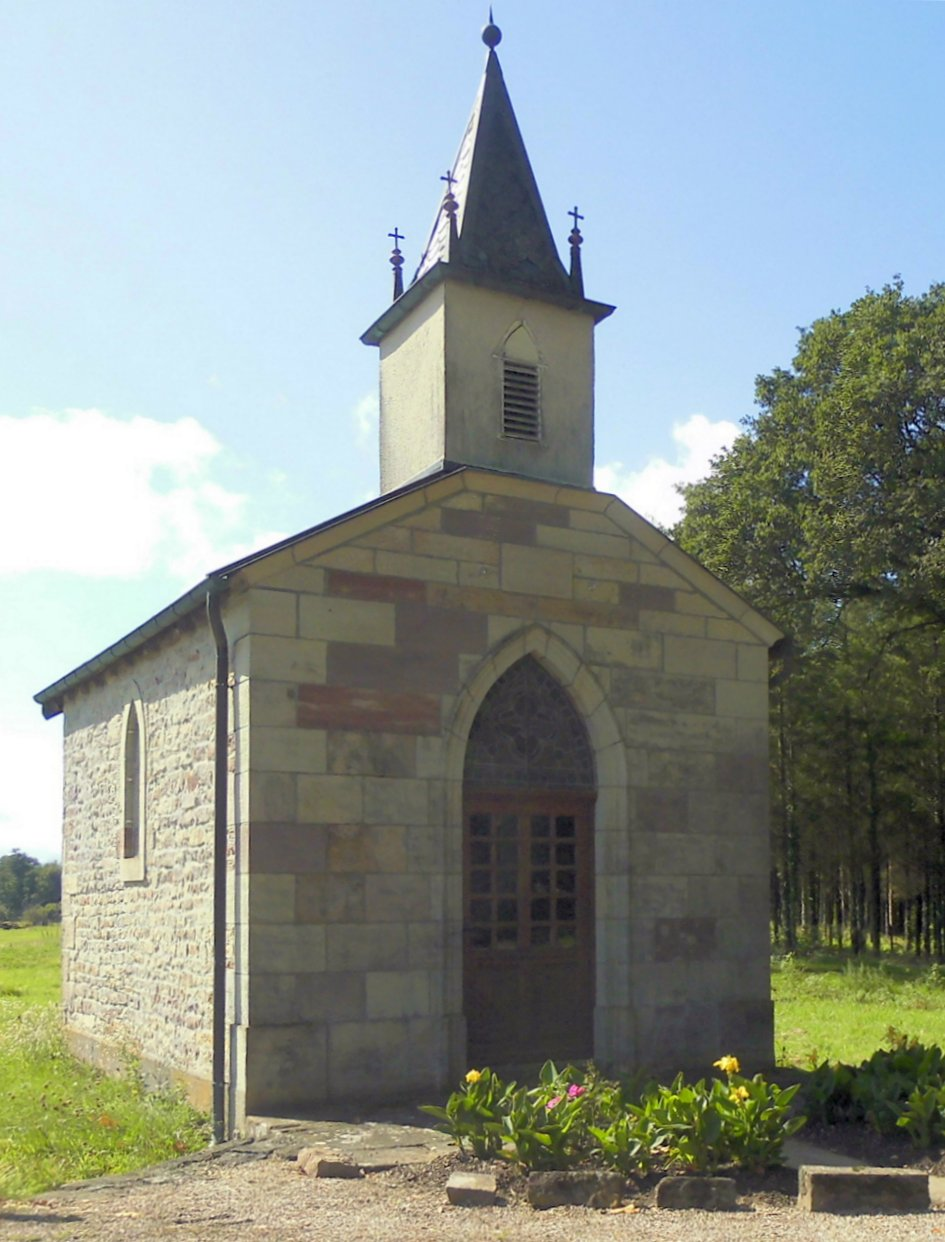
Chapelle Notre-Dame-de-Lourdes.
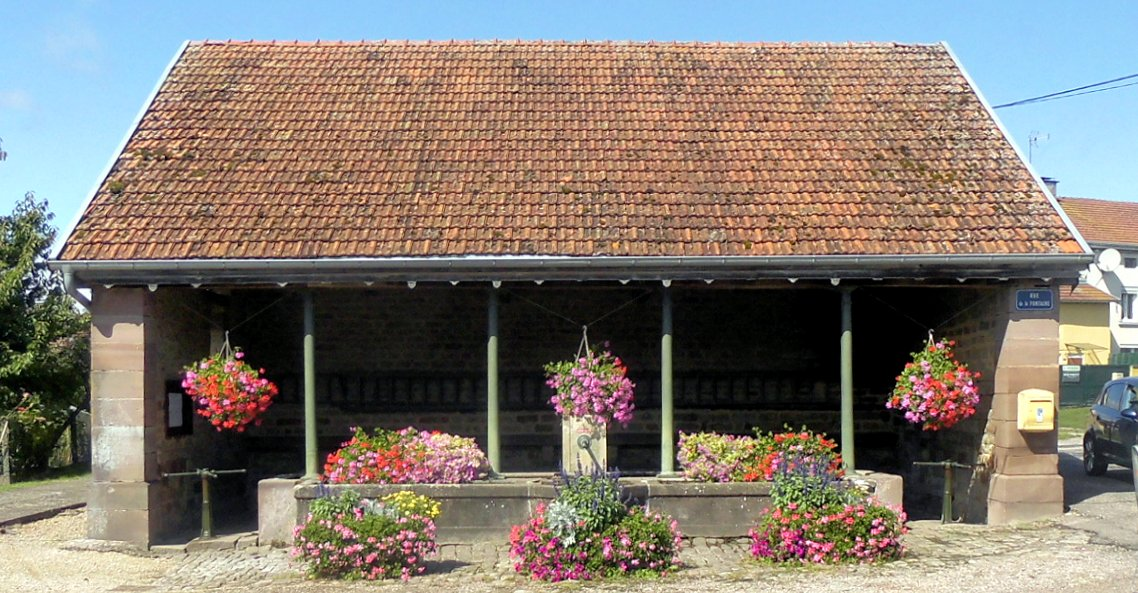
Lavoir rue de la Fontaine.
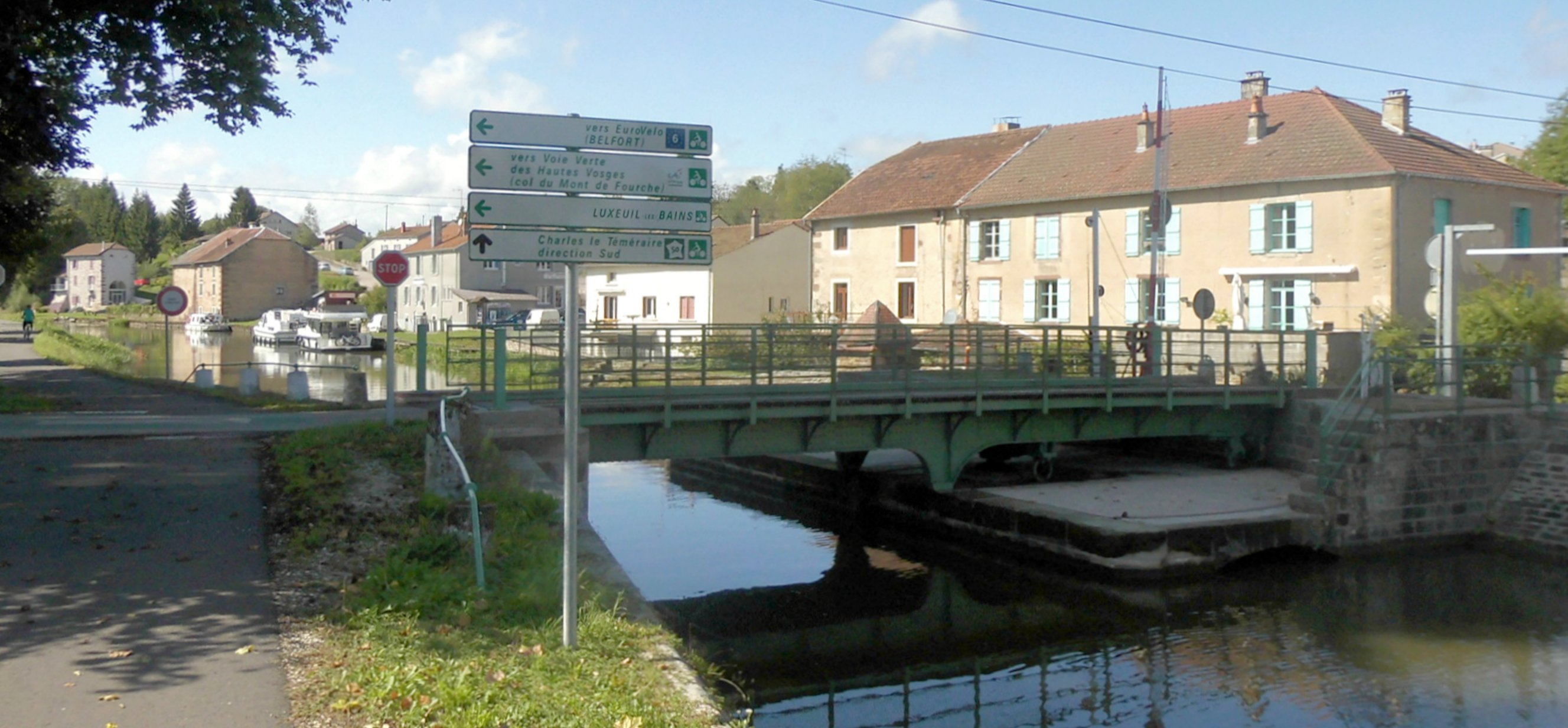
Pont tournant.

## Personnalités liées à la commune
- Claude Ferdinand Vaulot (1767-1841), homme politique, député des Vosges de 1828 à 1834.